# 1936. június 15-i konzisztórium
Az 1936. június 15-i konzisztóriumot XI. Piusz pápa hívta össze. Összesen 2 új bíborost kreált.
| Nº                     | Ország                 | Név                                      | Életkor                | Hivatal                        |
| Pápaválasztó bíborosok | Pápaválasztó bíborosok | Pápaválasztó bíborosok                   | Pápaválasztó bíborosok | Pápaválasztó bíborosok         |
| ---------------------- | ---------------------- | ---------------------------------------- | ---------------------- | ------------------------------ |
| 1                      | Olasz Királyság        | Giovanni Mercati                         | 69                     | a Vatikáni Könyvtár prefektusa |
| 2                      | Franciaország          | Eugène-Gabriel-Gervais-Laurent Tisserant | 52                     | a Nancyi egyházmegye papja     |